# 福利尼奧
福利尼奧是位於義大利中部翁布里亞大區佩魯賈省的一個城市。福利尼奧是義大利的一個重要的鐵路交通中心。市郊設有機場。福利尼奧也是一座古城，擁有眾多的觀光地。

## 歷史
福利尼奧早於上古時代已有人居住。後來於公元前295年，被古羅馬人征服。於古羅馬時代，福利尼奧曾是繁榮城市，至踏入中世紀開始衰落，曾於915年和924年，被馬札爾人焚毀。
直至1165年，於腓特烈世默許下，福利尼奧獲得自治市地位。後來又成為教皇國領土一部分。直至1860年意大利統一，福利尼奧成為了意大利一個城市。

## 景點
- 福利尼奧主教座堂

## 交通

### 鐵路
- 福利尼奧火車站：通往佛羅倫斯、羅馬、安科納